# Транс-Сайбериан Оркестра
„Транс-Сайбериан Оркестра“ (на английски: Trans-Siberian Orchestra, „Транссибирски оркестър“, TSO) е американска рок група, основана през 1996 г. от продуцента, композитор и текстописец Пол О'Нийл, който събира Джон Олива и Ал Питрели (и двамата членове на „Савейтейдж“) и копродуцента Робърт Кинкел, за да формират музикалния проект и творческия екип, който де факто представлява смесица от оркестър и голяма рок група.
Всички албуми на групата са концептуални рок опери, записани с рок и поп звезди, както и с детски хорове на живо. Основната тема на текстовете и албумите е Коледа, коледни приказки, много композиции са римейкове на известни коледни песни. Формацията се състои от тридесет и шест музиканти, включително четиринадесет вокалисти. Освен Олива в групата в различни периоди са участвали музикантите от Savatage Ал Питрели, Алекс Сколник, Джони Лий Мидълтън, Крис Кафри, Закари Стивънс и Джеф Плейт. Оркестърът обикаля света с два различни състава.

## Членове на оркестъра
Членове на голямата рок група:

### Лидери
- Пол О'Нийл
- Робърт Кинкел
- Джон Олива

### Вокалисти
- Джон Олива, Питър Шоу, Хедър Гън, Андрю Рос, Стина Ернандес, Ерин Хенри, Джей Пиърс, Пати Русо, Томи Фарезе, Барт Шато, Дженифър Села, Стив Бродерик, Даниел Ландхер, Макс Ман, Клоуи Лоуъри

### Рок музиканти
- Китаристи: Ал Питрели, Крис Кеърфри, Алекс Сколник, Ангъс Кларк
- Бас китаристи: Джони Лий Мидълтън, Крис Алтенхоф
- Барабани: Джеф Плейт, Джони О'Райли

### Оркестър
- Клавишни: Ми Юн Ким, Джейн Мангини, Дерек Уейланд, Виталий Куприй.
- Цигулки: Марк Ууд, Анна Фаб

## Дискография
- Christmas Eve and Other Stories (1996)
- The Christmas Attic (1998)
- The Ghosts of Christmas Eve (1999) (издаден на DVD през 2003)
- Beethoven's Last Night (2000)
- The Lost Christmas Eve (2004)
- Night Castle (2009)
- Dreams of Fireflies (2012)
- Tales of Winter: Selections from the TSO Rock Operas (компилация) (2013)
- Letters from the Labyrinth (2015)